# Campeonato Mundial de Snooker de 2001
O Campeonato Mundial de Snooker de 2001 (também referido como o de Campeonato Mundial de Snooker Embassy de 2001 para fins de patrocínio) era um torneio profissional de snooker a contar para o ranking, que decorreu entre 21 de abril e 7 de Maio de 2001, no Crucible Theatre, em Sheffield, Inglaterra.
Mark Williams foi o campeão da edição anterior, mas perdeu na segunda ronda deste campeonato por 12-13 contra Joe Swail e entrou na lista de jogadores que não conseguiu revalidar o título após o primeiro título no Crucible. Nenhum jogador conseguiu defender o seu primeiro título no Crucible, algo que é conhecido como "Maldição do Crucible".
Ronnie O'Sullivan venceu o seu primeiro título Mundial ao derrotar John Higgins 18-14 na final. O torneio foi patrocinado pela fabricante de cigarro Embassy.

## Resumo do torneio
- Quer Steve Davis e Jimmy White falharam a qualificação para o campeonato do mundo de 2001 pela primeira vez nas suas carreiras desde 1979 e 1981 respectivamente.[1][2] Davis perdeu 6-10 contra Andy Hicks e White 7-10 contra Michael Judge.[3]

## Prêmios
A repartição do dinheiro do prêmio deste ano é apresentado abaixo:
- Vencedor: £250,000
- Finalista: £147,000
- Semifinalistas: £73,000
- Quartos de final: £36,500
- Oitavos de final: £20,000
- 16 avos de final 32: £14,000
- Sexta ronda: £10,500
- Quinta ronda: £6,600
- Quarta ronda: £4,000
- Terceira ronda: $1,100
- Entrada mais alta: £20,000
- Tacada Máxima: £147.000
- Total: £1,532,000

## Quadro final
A seguir são apresentados os resultados de cada ronda do quadro final. A posição no ranking dos cabeças de série são apresentados entre parênteses.
|  | Primeira ronda          | Primeira ronda          |                       |    | Segunda ronda           | Segunda ronda           |  |  | Quartos de final        | Quartos de final        |  |  | Semifinais              | Semifinais              |
|  | à melhor de 19 partidas | à melhor de 19 partidas |                       |    | à melhor de 25 partidas | à melhor de 25 partidas |  |  | à melhor de 25 partidas | à melhor de 25 partidas |  |  | à melhor de 33 partidas | à melhor de 33 partidas |
|  |                         |                         |                       |    |                         |                         |  |  |                         |                         |  |  |                         |                         |
|  | 21 de abril             |                         |                       |    |                         |                         |  |  |                         |                         |  |  |                         |                         |
|  |                         |                         |                       |    |                         |                         |  |  |                         |                         |  |  |                         |                         |
|  | Mark Williams (1)       | 10                      |                       |    |                         |                         |  |  |                         |                         |  |  |                         |                         |
|  | Mark Williams (1)       | 10                      | 26, 27 e 28 de abril  |    |                         |                         |  |  |                         |                         |  |  |                         |                         |
|  | Billy Snaddon           | 4                       |                       |    |                         |                         |  |  |                         |                         |  |  |                         |                         |
|  | Billy Snaddon           | 4                       | Mark Williams (1)     | 12 |                         |                         |  |  |                         |                         |  |  |                         |                         |
|  | 25 de abril             |                         | Mark Williams (1)     | 12 |                         |                         |  |  |                         |                         |  |  |                         |                         |
|  |                         | Joe Swail (16)          | 13                    |    |                         |                         |  |  |                         |                         |  |  |                         |                         |
|  | Joe Swail (16)          | Joe Swail (16)          | 13                    | 10 |                         |                         |  |  |                         |                         |  |  |                         |                         |
|  | Joe Swail (16)          |                         | 1 e 2 de maio         | 10 |                         |                         |  |  |                         |                         |  |  |                         |                         |
|  | Sean Storey             | 9                       |                       |    |                         |                         |  |  |                         |                         |  |  |                         |                         |
|  | Sean Storey             | 9                       | Joe Swail (16)        | 13 |                         |                         |  |  |                         |                         |  |  |                         |                         |
|  | 24 de abril             |                         | Joe Swail (16)        | 13 |                         |                         |  |  |                         |                         |  |  |                         |                         |
|  |                         | Patrick Wallace         | 11                    |    |                         |                         |  |  |                         |                         |  |  |                         |                         |
|  | Fergal O'Brien (9)      | Patrick Wallace         | 11                    | 8  |                         |                         |  |  |                         |                         |  |  |                         |                         |
|  | Fergal O'Brien (9)      | 29 e 30 de abril        |                       | 8  |                         |                         |  |  |                         |                         |  |  |                         |                         |
|  | Mark King               | 10                      |                       |    |                         |                         |  |  |                         |                         |  |  |                         |                         |
|  | Mark King               | 10                      | Mark King             | 5  |                         |                         |  |  |                         |                         |  |  |                         |                         |
|  | 23 e 24 de abril        |                         | Mark King             | 5  |                         |                         |  |  |                         |                         |  |  |                         |                         |
|  |                         | Patrick Wallace         | 13                    |    |                         |                         |  |  |                         |                         |  |  |                         |                         |
|  | Alan McManus (8)        | Patrick Wallace         | 13                    | 2  |                         |                         |  |  |                         |                         |  |  |                         |                         |
|  | Alan McManus (8)        |                         | 3, 4 e 5 de maio      | 2  |                         |                         |  |  |                         |                         |  |  |                         |                         |
|  | Patrick Wallace         | 10                      |                       |    |                         |                         |  |  |                         |                         |  |  |                         |                         |
|  | Patrick Wallace         | 10                      | Joe Swail (16)        | 11 |                         |                         |  |  |                         |                         |  |  |                         |                         |
|  | 25 e 26 de abril        |                         | Joe Swail (16)        | 11 |                         |                         |  |  |                         |                         |  |  |                         |                         |
|  |                         | Ronnie O'Sullivan (4)   | 17                    |    |                         |                         |  |  |                         |                         |  |  |                         |                         |
|  | Stephen Lee (5)         | Ronnie O'Sullivan (4)   | 17                    | 10 |                         |                         |  |  |                         |                         |  |  |                         |                         |
|  | Stephen Lee (5)         | 28, 29 e 30 de abril    |                       | 10 |                         |                         |  |  |                         |                         |  |  |                         |                         |
|  | Nigel Bond              | 3                       |                       |    |                         |                         |  |  |                         |                         |  |  |                         |                         |
|  | Nigel Bond              | 3                       | Stephen Lee (5)       | 12 |                         |                         |  |  |                         |                         |  |  |                         |                         |
|  | 22 e 23 de abril        |                         | Stephen Lee (5)       | 12 |                         |                         |  |  |                         |                         |  |  |                         |                         |
|  |                         | Peter Ebdon (12)        | 13                    |    |                         |                         |  |  |                         |                         |  |  |                         |                         |
|  | Peter Ebdon (12)        | Peter Ebdon (12)        | 13                    | 10 |                         |                         |  |  |                         |                         |  |  |                         |                         |
|  | Peter Ebdon (12)        |                         | 1 e 2 de maio         | 10 |                         |                         |  |  |                         |                         |  |  |                         |                         |
|  | James Wattana           | 8                       |                       |    |                         |                         |  |  |                         |                         |  |  |                         |                         |
|  | James Wattana           | 8                       | Peter Ebdon (12)      | 6  |                         |                         |  |  |                         |                         |  |  |                         |                         |
|  | 21 e 22 de abril        |                         | Peter Ebdon (12)      | 6  |                         |                         |  |  |                         |                         |  |  |                         |                         |
|  |                         | Ronnie O'Sullivan (4)   | 13                    |    |                         |                         |  |  |                         |                         |  |  |                         |                         |
|  | Dave Harold (13)        | Ronnie O'Sullivan (4)   | 13                    | 10 |                         |                         |  |  |                         |                         |  |  |                         |                         |
|  | Dave Harold (13)        | 27 e 28 de abril        |                       | 10 |                         |                         |  |  |                         |                         |  |  |                         |                         |
|  | Quinten Hann            | 5                       |                       |    |                         |                         |  |  |                         |                         |  |  |                         |                         |
|  | Quinten Hann            | 5                       | Dave Harold (13)      | 6  |                         |                         |  |  |                         |                         |  |  |                         |                         |
|  | 22 e 23 de abril        |                         | Dave Harold (13)      | 6  |                         |                         |  |  |                         |                         |  |  |                         |                         |
|  |                         | Ronnie O'Sullivan (4)   | 13                    |    |                         |                         |  |  |                         |                         |  |  |                         |                         |
|  | Ronnie O'Sullivan (4)   | Ronnie O'Sullivan (4)   | 13                    | 10 |                         |                         |  |  |                         |                         |  |  |                         |                         |
|  | Ronnie O'Sullivan (4)   |                         |                       | 10 |                         |                         |  |  |                         |                         |  |  |                         |                         |
|  | Andy Hicks              | 2                       |                       |    |                         |                         |  |  |                         |                         |  |  |                         |                         |
|  | Andy Hicks              | 2                       |                       |    |                         |                         |  |  |                         |                         |  |  |                         |                         |
|  | 25 e 26 de abril        |                         |                       |    |                         |                         |  |  |                         |                         |  |  |                         |                         |
|  |                         |                         |                       |    |                         |                         |  |  |                         |                         |  |  |                         |                         |
|  | Stephen Hendry (3)      | 10                      |                       |    |                         |                         |  |  |                         |                         |  |  |                         |                         |
|  | Stephen Hendry (3)      | 10                      | 29 e 30 de abril      |    |                         |                         |  |  |                         |                         |  |  |                         |                         |
|  | Mark Davis              | 5                       |                       |    |                         |                         |  |  |                         |                         |  |  |                         |                         |
|  | Mark Davis              | 5                       | Stephen Hendry (3)    | 13 |                         |                         |  |  |                         |                         |  |  |                         |                         |
|  | 21 e 22 de abril        |                         | Stephen Hendry (3)    | 13 |                         |                         |  |  |                         |                         |  |  |                         |                         |
|  |                         | Paul Hunter (14)        | 5                     |    |                         |                         |  |  |                         |                         |  |  |                         |                         |
|  | Paul Hunter (14)        | Paul Hunter (14)        | 5                     | 10 |                         |                         |  |  |                         |                         |  |  |                         |                         |
|  | Paul Hunter (14)        |                         | 1 e 2 de maio         | 10 |                         |                         |  |  |                         |                         |  |  |                         |                         |
|  | David Roe               | 6                       |                       |    |                         |                         |  |  |                         |                         |  |  |                         |                         |
|  | David Roe               | 6                       | Stephen Hendry (3)    | 5  |                         |                         |  |  |                         |                         |  |  |                         |                         |
|  | 21 e 22 de abril        |                         | Stephen Hendry (3)    | 5  |                         |                         |  |  |                         |                         |  |  |                         |                         |
|  |                         | Matthew Stevens (6)     | 13                    |    |                         |                         |  |  |                         |                         |  |  |                         |                         |
|  | Anthony Hamilton (11)   | Matthew Stevens (6)     | 13                    | 10 |                         |                         |  |  |                         |                         |  |  |                         |                         |
|  | Anthony Hamilton (11)   | 26 e 27 de abril        |                       | 10 |                         |                         |  |  |                         |                         |  |  |                         |                         |
|  | Marcus Campbell         | 4                       |                       |    |                         |                         |  |  |                         |                         |  |  |                         |                         |
|  | Marcus Campbell         | 4                       | Anthony Hamilton (11) | 5  |                         |                         |  |  |                         |                         |  |  |                         |                         |
|  | 21 e 22 de abril        |                         | Anthony Hamilton (11) | 5  |                         |                         |  |  |                         |                         |  |  |                         |                         |
|  |                         | Matthew Stevens (6)     | 13                    |    |                         |                         |  |  |                         |                         |  |  |                         |                         |
|  | Matthew Stevens (6)     | Matthew Stevens (6)     | 13                    | 10 |                         |                         |  |  |                         |                         |  |  |                         |                         |
|  | Matthew Stevens (6)     |                         | 3, 4 e 5 de maio      | 10 |                         |                         |  |  |                         |                         |  |  |                         |                         |
|  | Tony Drago              | 1                       |                       |    |                         |                         |  |  |                         |                         |  |  |                         |                         |
|  | Tony Drago              | 1                       | Matthew Stevens (6)   | 15 |                         |                         |  |  |                         |                         |  |  |                         |                         |
|  | 23 de abril             |                         | Matthew Stevens (6)   | 15 |                         |                         |  |  |                         |                         |  |  |                         |                         |
|  |                         | John Higgins (2)        | 17                    |    |                         |                         |  |  |                         |                         |  |  |                         |                         |
|  | Ken Doherty (7)         | John Higgins (2)        | 17                    | 10 |                         |                         |  |  |                         |                         |  |  |                         |                         |
|  | Ken Doherty (7)         | 27 e 28 de abril        |                       | 10 |                         |                         |  |  |                         |                         |  |  |                         |                         |
|  | Nick Dyson              | 7                       |                       |    |                         |                         |  |  |                         |                         |  |  |                         |                         |
|  | Nick Dyson              | 7                       | Ken Doherty (7)       | 13 |                         |                         |  |  |                         |                         |  |  |                         |                         |
|  | 23 e 24 de abril        |                         | Ken Doherty (7)       | 13 |                         |                         |  |  |                         |                         |  |  |                         |                         |
|  |                         | Michael Judge           | 7                     |    |                         |                         |  |  |                         |                         |  |  |                         |                         |
|  | John Parrott (10)       | Michael Judge           | 7                     | 6  |                         |                         |  |  |                         |                         |  |  |                         |                         |
|  | John Parrott (10)       |                         | 1 e 2 de maio         | 6  |                         |                         |  |  |                         |                         |  |  |                         |                         |
|  | Michael Judge           | 10                      |                       |    |                         |                         |  |  |                         |                         |  |  |                         |                         |
|  | Michael Judge           | 10                      | Ken Doherty (7)       | 6  |                         |                         |  |  |                         |                         |  |  |                         |                         |
|  | 24 e 25 de abril        |                         | Ken Doherty (7)       | 6  |                         |                         |  |  |                         |                         |  |  |                         |                         |
|  |                         | John Higgins (2)        | 13                    |    |                         |                         |  |  |                         |                         |  |  |                         |                         |
|  | Marco Fu (15)           | John Higgins (2)        | 13                    | 8  |                         |                         |  |  |                         |                         |  |  |                         |                         |
|  | Marco Fu (15)           | 28, 29 e 30 de abril    |                       | 8  |                         |                         |  |  |                         |                         |  |  |                         |                         |
|  | Chris Small             | 10                      |                       |    |                         |                         |  |  |                         |                         |  |  |                         |                         |
|  | Chris Small             | 10                      | Chris Small           | 8  |                         |                         |  |  |                         |                         |  |  |                         |                         |
|  | 24 e 25 de abril        |                         | Chris Small           | 8  |                         |                         |  |  |                         |                         |  |  |                         |                         |
|  |                         | John Higgins (2)        | 13                    |    |                         |                         |  |  |                         |                         |  |  |                         |                         |
|  | John Higgins (2)        | John Higgins (2)        | 13                    | 10 |                         |                         |  |  |                         |                         |  |  |                         |                         |
|  | John Higgins (2)        |                         |                       | 10 |                         |                         |  |  |                         |                         |  |  |                         |                         |
|  | Graeme Dott             | 4                       |                       |    |                         |                         |  |  |                         |                         |  |  |                         |                         |
|  | Graeme Dott             | 4                       |                       |    |                         |                         |  |  |                         |                         |  |  |                         |                         |

| Final (à melhor de 35 partidas) Crucible Theatre, Sheffield. 6 e 7 de maio de 2001. Árbitro: Eirian Williams. | | |
| Ronnie O'Sullivan (4) · Inglaterra | 18–14 | John Higgins (2) · Escócia |
| 92–41, 0–92, 81–0, 79–0, 56–47, 0–135, 90–28, 71–0, 49–72, 49–36, 2–53, 50–68, 99–0, 100–12, 22–108, 99–0, 81–26, 12–78, 139–0, 85–0, 133–0, 33–65, 21–67, 0–98, 19–68, 68–0, 78–43, 8–67, 5–101, 68–60, 69–71, 80–45 | Entradas centenárias: 4 (O'Sullivan 2, Higgins 2) Maior entrada de O'Sullivan: 139 Maior entrada de Higgins: 135 | 92–41, 0–92, 81–0, 79–0, 56–47, 0–135, 90–28, 71–0, 49–72, 49–36, 2–53, 50–68, 99–0, 100–12, 22–108, 99–0, 81–26, 12–78, 139–0, 85–0, 133–0, 33–65, 21–67, 0–98, 19–68, 68–0, 78–43, 8–67, 5–101, 68–60, 69–71, 80–45 |
| Ronnie O'Sullivan ganha o Campeonato Mundial de Snooker Embassy de 2001 | | |

## Qualificações
As eliminatórias foram realizadas entre 20 de fevereiro e 4 de Março de 2001, no Centro de Newport em Newport, no país de Gales.

### Primeira Ronda
| Best of 19 frames |      |                   |
| Hasimu Tuerxun    | 10–3 | Lasse Münstermann |
| Tom Ford          | 10–2 | Charoen Phorat    |
| Ricky Walden      | 10–5 | David McDonnell   |
| Shailesh Jogia    | 10–9 | Shaun Murphy      |
| Bob Chaperon      | 10–6 | Ian Hurdman       |
| Darryn Walker     | 10–3 | Eddie Barker      |
| Lee Spick         | 10–7 | Michael Rhodes    |
| Neil Robertson    | 10–7 | Paul Davison      |

### Segunda, Terceira e Quarta Rondas
| Segunda Ronda (à melhor de 19 partidas)   | Terceira Ronda (à melhor de 19 partidas) | Quarta Ronda (à melhor de 19 partidas) |
| Hugh Abernethy 10–4 Hasimu Tuerxun        | Hugh Abernethy 10–8 Jason Prince         | Rod Lawler 10–4 Hugh Abernethy         |
| Nick Dyson 10–7 Ian Brumby                | Nick Dyson 10–8 Mark Gray                | Nick Dyson 10–7 Steve James            |
| Tony Knowles 10–4 Colm Gilcreest          | Tony Knowles 10–9 Dene O'Kane            | Jimmy Michie 10–2 Tony Knowles         |
| Jason Weston 10–8 Lee Richardson          | Nick Pearce 10–6 Jason Weston            | Alain Robidoux 10–6 Nick Pearce        |
| Tom Ford 10–4 Scott Mackenzie             | Barry Pinches 10–5 Tom Ford              | Barry Pinches 10–5 Dave Finbow         |
| Craig Harrison w/o–w/d Barry Pinches      | Neal Foulds 10–9 Craig Harrison]         | Jamie Burnett 10–5 Neal Foulds         |
| Farhan Mirza 10–8 Craig Roper             | Shokat Ali 10–3 Farhan Mirza             | Shokat Ali 10–7 Stuart Bingham         |
| Jeff Cundy 10–6 Ricky Walden              | Mark Davis 10–3 Jeff Cundy               | Mark Davis 10–4 Peter Lines            |
| Stephen Maguire 10–3 Troy Shaw            | Stephen Maguire 10–3 John Lardner        | Stephen Maguire 10–2 Stuart Pettman    |
| Sean Storey 10–6 Wayne Saidler            | Sean Storey 10–2 Stephen O'Connor        | Sean Storey 10–8 Gary Ponting          |
| Barry Hawkins w/o–w/d Mark Bennett        | Barry Hawkins 10–8 Robert Milkins        | Bradley Jones 10–8 Barry Hawkins       |
| Noppadon Noppachorn 10–8 Anthony Bolsover | Noppadon Noppachorn 10–5 Mike Dunn       | Noppadon Noppachorn 10–9 Paul Wykes    |
| Munraj Pal 10–2 Alan Burnett              | Munraj Pal 10–3 Mick Price               | Anthony Davies 10–6 Munraj Pal         |
| Paul McPhillips 10–7 Shailesh Jogia       | Paul McPhillips 10–6 Tony Jones          | Michael Judge 10–1 Paul McPhillips     |
| Bjorn Haneveer 10–4 Richard King          | Bjorn Haneveer 10–2 Darren Clarke        | Bjorn Haneveer 10–4 Jason Ferguson     |
| Craig Butler 10–9 Ryan Day                | Craig Butler 10–7 Karl Broughton         | Craig Butler 10–6 Lee Walker           |
| Patrick Delsemme w/o–w/d Gareth Chilcott  | Patrick Delsemme 10–8 Leigh Griffin      | Patrick Delsemme 10–3 Gerard Greene    |
| Stefan Mazrocis 10–4 Mehmet Husnu         | Steve Judd 10–8 Stefan Mazrocis          | Alfie Burden 10–2 Steve Judd           |
| Jason Barton 10–7 Chris Shade             | Jason Barton 10–8 Tony Chappel           | Gary Wilkinson 10–5 Jason Barton       |
| Andrew Higginson 10–7 Bob Chaperon        | Andrew Higginson 10–8 Adrian Gunnell     | Michael Holt 10–5 Andrew Higginson     |
| Philip Williams 10–5 Mario Wehrmann       | Philip Williams 10–8 Paul Sweeny         | Andy Hicks 10–8 Philip Williams        |
| Eddie Manning 10–9 Mike Hallett           | Wayne Brown 10–8 Eddie Manning           | Euan Henderson 10–3 Wayne Brown        |
| Darryn Walker 10–4 Wayne Jones            | Darryn Walker 10–9 Phaitoon Phonbun      | Jonathan Birch 10–8 Darryn Walker      |
| Stuart Mann 10–5 Peter McCullagh          | Stuart Mann 10–9 Martin Dziewialtowski   | Stuart Mann 10–2 Matthew Couch         |
| James Reynolds 10–9 Joe Delaney           | Dean Reynolds 10–7 James Reynolds        | David Roe 10–8 Dean Reynolds           |
| Karl Burrows w/o–w/d Nick Terry           | Karl Burrows 10–3 Craig MacGillivray     | Karl Burrows 10–7 John Read            |
| Robin Hull 10–7 Barry Mapstone            | Ali Carter 10–4 Robin Hull               | Marcus Campbell 10–8 Ali Carter        |
| Lee Spick 10–3 Matt Wilson                | Kristjan Helgason 10–7 Lee Spick         | David Gray 10–4 Kristjan Helgason      |
| Neil Robertson 10–9 David McLellan        | Neil Robertson 10–9 Mark Fenton          | Ian McCulloch 10–8 Neil Robertson      |
| Somporn Kathawung 10–4 Graham Lee         | Somporn Kathawung 10–6 Willie Thorne     | Joe Johnson 10–2 Somporn Kathawung     |
| Simon Bedford 10–5 Da Hailin              | Simon Bedford 10–8 Leo Fernandez         | Simon Bedford 10–3 Paul Davies         |
| Mark Selby 10–4 Stuart Reardon            | Nick Walker 10–9 Mark Selby              | Patrick Wallace 10–2 Nick Walker       |

### Quinta e Sexta Rondas
| Quinta Ronda (à melhor de 19 partidas) | Sexta Ronda (à melhor de 19 partidas) |
| Nick Dyson 10–8 Rod Lawler             | Nick Dyson 10–9 Brian Morgan          |
| Jimmy Michie 10–7 Alain Robidoux       | Nigel Bond 10–6 Jimmy Michie          |
| Barry Pinches 10–5 Jamie Burnett       | Chris Small 10–8 Barry Pinches        |
| Mark Davis 10–5 Shokat Ali             | Mark Davis 10–9 Dominic Dale          |
| Sean Storey 10–5 Stephen Maguire       | Sean Storey 10–9 Terry Murphy         |
| Bradley Jones 10–2 Noppadon Noppachorn | Mark King 10–6 Bradley Jones          |
| Michael Judge 10–9 Anthony Davies      | Michael Judge 10–7 Jimmy White        |
| Bjorn Haneveer 10–7 Craig Butler       | Graeme Dott 10–8 Bjorn Haneveer       |
| Patrick Delsemme 10–7 Alfie Burden     | Quinten Hann 10–3 Patrick Delsemme    |
| Michael Holt 10–5 Gary Wilkinson       | Billy Snaddon 10–6 Michael Holt       |
| Andy Hicks 10–9 Euan Henderson         | Andy Hicks 10–6 Steve Davis           |
| Jonathan Birch 10–6 Stuart Mann        | James Wattana 10–5 Jonathan Birch     |
| David Roe 10–8 Karl Burrows            | David Roe 10–8 Darren Morgan          |
| Marcus Campbell 10–9 David Gray        | Marcus Campbell 10–5 Drew Henry       |
| Ian McCulloch 10–4 Joe Johnson         | Tony Drago 10–9 Ian McCulloch         |
| Patrick Wallace 10–9 Simon Bedford     | Patrick Wallace 10–4 Joe Perry        |

## Entradas centenárias
Houve 53 entradas centenárias no Campeonato. A maior entrada do torneio foi de 140 feita por Joe Swail.
| - 140, 138, 114, 107 Joe Swail - 139, 139, 136, 135, 126, 121, 113, 110, 107, 105, 103 John Higgins - 139, 134, 133, 126, 100, 100 Matthew Stevens - 139, 133, 119, 114, 108, 108, 106, 100, 100 Ronnie O'Sullivan - 137 Mark King - 135, 125, 104 Patrick Wallace - 130, 108, 100 Paul Hunter - 129, 106, 100 Stephen Hendry | - 121, 100 Stephen Lee - 116, 114, 101 Ken Doherty - 114, 110 Anthony Hamilton - 110, 101 Peter Ebdon - 108 Michael Judge - 102 Nick Dyson - 101 Chris Small - 101 Mark Williams |